# Alecanochiton marquesi
Alecanochiton marquesi är en insektsart som beskrevs av Hempel 1921. Alecanochiton marquesi ingår i släktet Alecanochiton och familjen skålsköldlöss. Inga underarter finns listade i Catalogue of Life.